# Tecolotleapa
Tecolotleapa är en ort i Mexiko.   Den ligger i kommunen Zoquitlán och delstaten Puebla, i den sydöstra delen av landet, 250 km sydost om huvudstaden Mexico City. Tecolotleapa ligger 2 418 meter över havet och antalet invånare är 276.
Terrängen runt Tecolotleapa är varierad. Runt Tecolotleapa är det ganska tätbefolkat, med 60 invånare per kvadratkilometer. Närmaste större samhälle är Coxcatlán, 13,0 km sydväst om Tecolotleapa. I omgivningarna runt Tecolotleapa växer huvudsakligen savannskog.